# Torre de Ramana
La Torre de Ramana (azerí: Ramana qalası) es una torre situada en el pueblo de Ramana, en Bakú, que data del siglo XII. La altura de la torre es de 15 metros. No se conoce la fecha exacta de construcción de la torre, que es de piedra blanca. Se considera que la torre se construyó con fines de defensa y se utilizó como castillo durante el reinado de los Shirvanshahs.

## Características arquitectónicas
Hay dos escaleras para subir a los muros de la torre. Se puede subir por una escalera de caracol desde el lado interior de la torre hasta un pasillo, que se construyó a unos 3 metros de la torre. La otra escalera de piedra sube a la parte superior de la torre desde el jardín. Por medio de estas escaleras es posible subir a las paredes de la torre y contemplar el pueblo.
A diferencia del castillo de Mardakan, la ubicación natural del castillo de Ramana es diferente; está en las rocas. Los fuertes muros de la torre son supuestamente una continuación natural de las laderas rocosas. Hay un arco en el muro oriental de la torre.
En las murallas del castillo hay un fuerte torreón rectangular como el del castillo de Mardakan. Las entradas que se encuentran una frente a la otra tienen una condición favorable de servir para la defensa. Pero a diferencia de otras torres del Raión de Absherón la entrada con escalera de caracol de este castillo no está en una altura, está al nivel del suelo. En todas las paredes de los distintos niveles hay ventanas para disparar.
La Torre Ramana es similar a otras torres de Absheron por su plano y arquitectura. Pero se diferencia de ellas por su composición arquitectónica más pintoresca. Esto se debe al relieve en el que se encuentra la torre. La torre no tiene ningún diseño decorativo y según el estilo su historia se remonta al siglo XIV.

## En el cine
La Torre Ramana se utilizó como localización cinematográfica para las películas "Koroghlu", "Nesimi" y "Babek". Y la torre fue reconstruida durante el periodo de rodaje de una de las películas de "Koroghlu", en 1956. Los historiadores mencionan que había un camino subterráneo entre las torres Ramana y Maiden.